# Max Tegmark
Max Tegmark (5 de maig del 1967) és un cosmòleg suec-estatunidenc. Tegmark és professor al MIT (Massachusetts Institute of Technology) i és el director de l'Institut de Qüestions Fonamentals

## Biografia

### Primers anys
Tegmark va néixer amb el nom de Max Shapiro a Suècia. Fill de Karin Tegmark i Harold S. Shapiro, va estudiar al Reial Institut de Tecnologia (Kungliga Tekniska högskolan) a Estocolm. Mentre encara estudiava a l'institut, va escriure i vendre comercialment, juntament amb un company, Magnus Boldin, un processador de textos escrit completament amb llenguatge de màquina per l'ordinador suec ABC80 de 8 bits.
Més tard, va rebre el seu títol de doctorat de la Universitat de Califòrnia, Berkeley. Després d'haver treballat a la Universitat de Pennsilvània, actualment es troba al Massachusetts Institute of Technology (MIT).

### Carrera
La seva recerca està centrada en la cosmologia. Combina treball teòric amb noves mesures per col·locar restriccions en els models cosmològics i els seus paràmetres lliures, sovint en col·laboració amb els experimentadors.
Té aproximadament 200 publicacions, de les quals 9 han estat citades unes 500 vegades.
Ha desenvolupat eines d'anàlisi de dades basades en la teoria de la informació i les ha aplicades a experiments sobre la radiació còsmica de fons, com per exemple el COBE, el QMAP i el WMAP. També ha aplicat aquesta teoria a experiments sobre el desplaçament cap al roig.
Juntament amb Daniel Eisenstein i Wayne Hu, ha introduït la idea d'usar les oscil·lacions acústiques dels barions com una escala estàndard. Amb Angelica de Oliveira-Costa i Andrew Hamilton, va descobrir l'alineació multipolar anòmala en la informació proporcionada pel WMAP, anomenada de vegades com l'eix del mal.
Com a membre de l'equip d'Exploració Digital de l'Espai Sloan, ha treballat en l'anàlisi de dades i en l'obtenció dels paràmetres del model lambda-CMD mitjançant l'observació de les estructures a gran escala del cosmos (vegeu univers observable) i utilitzant dades de la radiació de fons de microones.
Va desenvolupar l'experiment del pensament del suïcidi quàntic a partir de propostes anteriors realitzades per Hans Moravec i Bruno Marchal, i ha ideat un argument matemàtic per al multivers.
A més a més, també ha estat un fort crític dels que podrien deduir una teoria de la consciència dels efectes quàntics, com Roger Penrose i Stuart Hameroff.
Max Tegmark també ha formulat l'"última teoria del conjunt de tot", l'únic postulat de la qual diu que "totes les estructures que existeixen matemàticament també ho fan físicament". Aquesta simple teoria, sense paràmetres lliures enlloc, proposa que aquelles estructures suficientment complexes per a contenir subestructures conscients de si mateixes (SASs), es percebran subjectivament a si mateixes com si existissin en un món "real". Aquesta idea va ser formalitzada com la hipòtesi de l'univers matemàtic.

### Vida personal
Va estar casat amb l'astrofísica Angelica de Oliveira-Costa amb qui va tenir dos fills, Philip i Alexander. Des de l'agost del 2012, està casat amb Mihaela Chita.

## Presència en els mitjans de comunicació
- El 2006, Tegmark va ser un dels 50 científics entrevistats pel New Scientist sobre les seves prediccions del futur. La seva predicció va ser: "D'aquí a 5 anys, pot ser que puguis comprar samarretes en les quals hi hagi impreses les equacions que descriuen les lleis unificades dels nostres universos".[7]

- Max Tegmark apareix en el documental Mons paral·lels, vides paral·leles, entrevistat per Mark Oliver Everett, fill del fundador de la idea de la mecànica quàntica dels universos paral·lels, Hugh Everett.

- També apareix en "Qui té por d'un gran forat negre?", "Quina hora és?", "Fins a l'infinit i més enllà", "Tot el que sabem sobre l'univers està malament?" i "Què és la realitat?", tots producte de la sèrie de documentals de la BBC, Horizon.

- Tegmark apareix en diversos episodis de Sci Fi Science: Physics of the Impossible, un documental americà sobre ciència que va ser emès per primer cop als Estats Units l'1 de desembre del 2009. Els documentals estan presentats pel físic teòric Michio Kaku.